# Коноп (село)
Коноп е село в Североизточна България. То се намира в община Антоново, област Търговище.

## Културни и природни забележителности
В територията на селото се намира реката Черни Лом, която се влива в река Дунав. Селото се намира в екологически чист район, с чист въздух и чиста вода.
В територията на селото е имало град на име „Саръ Куваннлък касабасъ“, където са обитавали византийци и римляни.

## Личности
- Саид Мустафов (1933 – 1990) – български борец, олимпийски медалист

1. ↑  www.grao.bg